# Año Internacional de los Bosques
2011 fue proclamado como Año Internacional de los Bosques por la Asamblea General de las Naciones Unidas el 20 de diciembre de 2006. Esta designación fue impulsada con el objetivo de destacar la importancia de los bosques para la vida en la Tierra, subrayar la necesidad de su conservación y fomentar su ordenación sostenible. La iniciativa tuvo como lema central "Los bosques para las personas", destacando el vínculo esencial entre los ecosistemas forestales y el bienestar humano.
Los bosques, que abarcan el 31 % de la superficie terrestre, albergan una vasta biodiversidad y son esenciales para la subsistencia de más de 1.600 millones de personas, especialmente en las regiones más vulnerables del mundo. Sin embargo, estos ecosistemas enfrentan una alarmante reducción debido a la deforestación, la conversión de tierras para la agricultura y otros usos, y los efectos del cambio climático.

## Actividades y alcance
La ONU, en colaboración con la FAO y otros organismos internacionales, impulsó una serie de actividades a nivel global para sensibilizar sobre la relevancia de los bosques y su papel en la mitigación del cambio climático, la preservación de la biodiversidad y la promoción del desarrollo sostenible. Entre las iniciativas más destacadas se incluyeron campañas educativas, conferencias internacionales y la creación de alianzas estratégicas para el financiamiento y la implementación de programas de conservación.
En el marco de esta celebración, los Estados miembros fueron alentados a crear comités nacionales y desarrollar planes de acción específicos para proteger sus recursos forestales. También se promovió la certificación de productos derivados de los bosques a través de estándares como el Consejo de Administración Forestal (FSC por sus siglas en inglés), que garantiza prácticas de manejo sostenible.
La FAO publicó ediciones especiales de sus informes y recursos visuales, como la revista Unasylva, para mostrar la relación intrínseca entre los bosques y diversas actividades humanas, desde la seguridad alimentaria hasta la mitigación de desastres naturales. Además, el año sirvió para proponer la creación de un Día Internacional de los Bosques, una fecha que posteriormente fue establecida en 2012 y que se celebra cada 21 de marzo como recordatorio anual de las iniciativas y compromisos desarrollados.